# Deutsche Cadre-47/1-Meisterschaft 1953/54

Veranstaltungsort: Köln

Die Deutsche Cadre-47/1-Meisterschaft 1953/54 ist eine Billard-Turnierserie und fand am 18. Oktober 1953 in Köln zum dritten Mal statt.

## Geschichte
Die wieder nur mit drei Teilnehmern gespielte Meisterschaft wurde durch den Essener Titelverteidiger Ernst Rudolph gewonnen. In Deutschland gab es noch zu wenig Spieler, die diese sehr schwierige Disziplin des Karambolsports beherrschten. Die gezeigten Leistungen der Teilnehmer konnten sich aber auch im internationalen Vergleich duraus sehen lassen.

## Modus
Gespielt wurde im Round-Robin-Modus bis 300 Punkte.
Die Endplatzierung ergab sich aus folgenden Kriterien:
1. Matchpunkte
2. Generaldurchschnitt (GD)
3. Bester Einzeldurchschnitt (BED)
4. Höchstserie (HS)

## Teilnehmer
1. Ernst Rudolph (Billard-Sport-Verein-Essen) (Titelverteidiger)
2. Siegfried Spielmann (Düsseldorfer Billard-Klub 1913)
3. August Tiedtke (Billardklub "Gut Stoß" 1937 Düsseldorf-Eller)

## Abschlusstabelle
| MP    | Match Points (Sieger = 2; Unentschieden = 1; Verlierer = 0) |
| Pkte. | Erzielte Karambolagen                                       |
| Aufn. | Benötigte Versuche                                          |
| GD    | Generaldurchschnitt                                         |
| BED   | Bester Einzeldurchschnitt eines Spielers                    |
| HS    | Höchstserie                                                 |
|       | Bester GD des Turniers                                      |
|       | Bester ED des Turniers                                      |
|       | Beste HS des Turniers                                       |
|       | 1. Platz (Gold)                                             |
|       | 2. Platz (Silber)                                           |
|       | 3. Platz (Bronze)                                           |

| Klassement                 | Klassement          | Klassement | Klassement | Klassement | Klassement | Klassement | Klassement |
| Platz                      | Name                | MP         | Pkte.      | Aufn.      | GD         | BED        | HS         |
| -------------------------- | ------------------- | ---------- | ---------- | ---------- | ---------- | ---------- | ---------- |
| 1                          | Ernst Rudolph       | 4:0        | 600        | 54         | 11,11      | 12,50      | 83         |
| 2                          | August Tiedtke      | 2:2        | 581        | 49         | 11,85      | 12,00      | 50         |
| 3                          | Siegfried Spielmann | 0:4        | 405        | 55         | 7,36       | –          | 49         |
| Turnierdurchschnitt: 10,03 |                     |            |            |            |            |            |            |